# Неа-Филаделфия (Аттика)
Не́а-Филаде́лфия (греч. Νέα Φιλαδέλφεια) — город в Греции, северный пригород Афин. Расположен на высоте 110 метров над уровнем моря, на Афинской равнине, в 6 километрах к северу от центра Афин. Административный центр общины Неа-Филаделфия-Неа-Халкидон в периферийной единице Центральные Афины в периферии Аттика. Население 25 734 жителя по переписи 2011 года. Площадь 2,85 квадратного километра.
Город пересекает река Кифисос и автострада 1 Пирей — Афины — Салоники — Эвзони. Строится станция Линии 4 Афинского метрополитена «Неа-Филаделфия».
На месте города существовало село Подофитис (Ποδονίφτης) со 110 жителями (1920), получившее название от участка реки Кифисос. В районе Кокинос-Милос (Κόκκινος Μύλος «Красная Мельница») были водяные мельницы. В 1924 году, после малоазийской катастрофы начато строительство поселения для беженцев. Неа-Филаделфия создана в 1928 году (ΦΕΚ 59Β), в 1933 году (ΦΕΚ 109Α) создано сообщество. Сообщество стало общиной в 1947 году (ΦΕΚ 287Α). Название город получил от небольшого города Филадельфия в Лидии, ныне Алашехир в Турции. В 1931 году была построена железная дорога Лаврион — Айи-Анарьири, пересекавшая город.
Город пострадал от землетрясения 1999 года. Был разрушен стадион «Никос Гумас», служивший с 1930 года домашним стадионом футбольного клуба «АЕК Афины». Клуб переехал на «Олимпийский стадион». Стадион «Никос Гумас» был снесён в 2003 году, а на его месте в 2017 году началось строительство стадиона Айя-София, сданного в 2022 году. С 1930 года в Неа-Филаделфии существует баскетбольный клуб «Ионикос».

## Население
| Год  | Население, человек |
| ---- | ------------------ |
| 1920 | 110                |
| 1928 | 6337               |
| 1940 | 8871               |
| 1951 | 10 187             |
| 1961 | 15 564             |
| 1971 | 19 639             |
| 1981 | 25 320             |
| 1991 | 26 133             |
| 2001 | 25 221             |
| 2011 | ↗ 25 734           |